# Municipio de Newman (Dakota del Norte)
El municipio de Newman (en inglés: Newman Township) es un municipio ubicado en el condado de Ward en el estado estadounidense de Dakota del Norte. En el año 2010 tenía una población de 55 habitantes y una densidad poblacional de 0,59 personas por km².

## Geografía
El municipio de Newman se encuentra ubicado en las coordenadas 47°58′58″N 101°9′31″O / 47.98278, -101.15861. Según la Oficina del Censo de los Estados Unidos, el municipio tiene una superficie total de 93.44 km², de la cual 92,92 km² corresponden a tierra firme y (0,55 %) 0,52 km² es agua.

## Demografía
Según el censo de 2010, había 55 personas residiendo en el municipio de Newman. La densidad de población era de 0,59 hab./km². De los 55 habitantes, el municipio de Newman estaba compuesto por el 100 % blancos. Del total de la población el 1,82 % eran hispanos o latinos de cualquier raza.